# Dear Wendy
Dear Wendy ist ein Spielfilm des dänischen Regisseurs Thomas Vinterberg. Das Drama basiert auf einem Original-Drehbuch von Vinterbergs Landsmann Lars von Trier und wurde von den Filmstudios Lucky Punch, Nimbus Film, Zentropa Entertainments und TV2 Dänemark produziert. Dear Wendy startete am 6. Oktober 2005 in den deutschen Kinos.

## Handlung
Dear Wendy erzählt die Geschichte des jungen Einzelgängers Dick, der in Estherslope, einer heruntergekommenen US-amerikanischen Bergwerksstadt lebt. Entgegen der Tradition, sich unter Tage zu verdingen, jobbt Dick in einem Supermarkt. Nach dem Tod seines Vaters lebt er alleine mit seiner Haushälterin Clarabelle. Diese schickt ihn eines Tages auf den Geburtstag ihres Enkels Sebastian und bittet ihn auch, ein Geschenk für ihn zu kaufen. In einem kleinen Kramladen ersteht er eine zierliche Handfeuerwaffe. Nachdem Clarabelle meint, dass sich Sebastian hierüber sicher freuen werde, schenkt ihm Dick, da er Sebastian nicht leiden kann, stattdessen ein Buch. Die Waffe möchte er wieder zurückgeben, was ihm Susan, die Krämerin, jedoch abschlägt. So behält er die Waffe und tauft sie auf den Namen Wendy.
Mit dieser neuen Begleiterin überzeugt er andere Außenseiter der kleinen Stadt, mit ihm zusammen einen geheimen Klub zu gründen. Darunter sind Susan, die wegen ihrer geringen Oberweite von den anderen Mädchen gehänselt wird, Stevie, ein Kollege aus dem Supermarkt sowie der gehbehinderte Huey und dessen Bruder Freddie, der den Jugendlichen im Ort als Prügelknabe dient. Der Klub, den sie die Dandies nennen, basiert auf einem strengen Ehrenkodex – den Prinzipien des Pazifismus und der Schusswaffen. Fortan treffen sich Dick, Stevie, Susan, Freddie und Huey regelmäßig in einem verlassenen Stollen zu Schießübungen und Diskussionen. Bald inszenieren sie Mantel-und-Degen-Spiele und Western in eigens gefertigten Kostümen.
Obwohl sie an ihrer Hauptregel, niemals die Waffe in der Öffentlichkeit zu benutzen, festhalten wollen, finden sich die Dandies bald in einer Zwangslage wieder und realisieren, dass Regeln da sind, um gebrochen zu werden. In dem jungen Afroamerikaner Sebastian, der einmal aus Notwehr einen Menschen erschossen hat und nun vom örtlichen Sheriff Krugsby in Dicks Obhut entlassen wird, finden sie ein neues Klubmitglied. Mit seiner Mitgliedschaft treten Konflikte um die Führung des Klubs auf. Die Grenzen zwischen Spiel und Realität verschwimmen, die Maxime des Pazifismus gerät zunehmend in den Hintergrund zugunsten der Leidenschaft für das Schießeisen, aus welchem die Dandies ihr Selbstvertrauen beziehen.
Um ihren Ehrenkodex tätig umzusetzen, beschließen sie, Sebastians Großmutter Clarabelle, die, im Alter zunehmend paranoid, ihr Haus seit Jahren nicht mehr verlassen hat, sicher durch die Stadt zu ihrer Base zu geleiten. Hierbei kommt es zur Katastrophe – in Panik erschießt Clarabelle einen Polizisten. Die Dandies fliehen mit ihr in das Klubhaus, wo sie sich vor der anrückenden Staatsmacht verschanzen. Dabei gelangt Wendy in die Hände der Polizei. In einem verzweifelten Brief an Wendy schreibt Dick, dass er, sollte es so weit kommen, durch sie sterben wolle. Durch Zufall liest Sebastian den Brief.
Als eine Verhandlung mit dem Sheriff scheitert, setzen sie sich, um Clarabelle schließlich doch noch zu ihrer Cousine zu geleiten, entschlossen zur Wehr. Im Feuergefecht kommen die Dandies einer nach dem anderen um, dennoch gelingt es Dick, Clarabelle ans Ziel zu bringen. Währenddessen hat Sebastian Wendy an sich gebracht, läuft zu Dick und entspricht dessen letztem Willen, indem er ihn mit ihr erschießt, bevor die Polizei das Feuer auf das Haus eröffnet.

## Entstehungsgeschichte
Dear Wendy entstand nach einem Original-Drehbuch Lars von Triers, der auf die Regie des Films verzichtete und sie seinem Landsmann Thomas Vinterberg anbot, der, ohne einen Blick auf das fertige Skript zu werfen, zusagte. Von Trier und Vinterberg gehören zu den Begründern der Dogma-95-Bewegung, die zum Ziel hatte, etwa durch Verzicht auf übliche Faktoren wie Licht, Filter oder Hintergrundmusik, einen neuen Realismus im Film zu erreichen. Beide hatten u. a. bei dem dänischen TV-Zweiteiler D-dag (2000) und D-dag – Den færdige film (2001) zusammengearbeitet.
Der größte Teil der Dreharbeiten fand in Kopenhagen statt. Für die Szenen unter Tage begab man sich ins westfälische Ruhrgebiet in die Zeche Haus Aden bzw. Zeche Fürst Leopold.

## Kritiken
- „'Dear Wendy’ erweist sich als eine scharfsinnige politische Allegorie, die sich meilenweit von Vinterbergs moderner Orestie ‘Festen’ und von der längst verabschiedeten 'Dogma'-Bewegung entfernt hat.“ (Neue Zürcher Zeitung)

- „Der mit Zitaten gespickte, durch gezielte Stilbrüche eher verwirrende und auch dramaturgisch schwächelnde Neo-Western ist überzeugend und stimmungsvoll gespielt, erliegt letztlich aber selbst jener Waffeneuphorie, die er seinen jugendlichen Figuren andichtet.“ (Lexikon des internationalen Films)[2]

## Auszeichnungen
Thomas Vinterbergs Drama, das am 3. August 2005 beim Fantasy Filmfest in München seine Deutschland-Premiere feierte, wurde beim Internationalen Filmfestival von Moskau mit dem Preis für die beste Regie ausgezeichnet und war für den besten Film nominiert.